# Q65
De groep Q65 of Q'65 was een Haagse popgroep uit de jaren 60 van de twintigste eeuw. De groep stond bekend om zijn ongepolijste geluid. De naam van de groep werd vaak afgekort tot de 'Q', of 'Kjoe'.

## Biografie

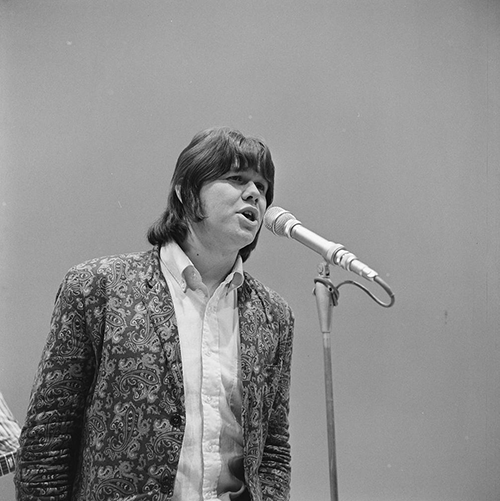
Wim Bieler

De groep werd opgericht door de gitaristen Joop Roelofs en Frank Nuyens, samen met zanger Wim Bieler. Bassist Peter Vink en drummer Jay Baar kenden elkaar al voor de oprichting in januari 1965 van Q65, van de band Leadbelly's Limited. De band debuteerde in 1966 met het album Revolution.
De groep bestond uit Frank Nuyens (gitaar), Wim Bieler (vocals, harp, mondharmonica), Peter Vink (basgitaar), Joop Roelofs (gitaar) en Jay Baar (drums), later Beer Klaasse (ex-Group 1850). Samen met The Outsiders was de groep een van de populairste Nederlandse 'garage' bands in de jaren zestig.
De groep wisselde een aantal malen van samenstelling, ook Eric van de Berk, Derk Groen (gitaar) en Rinus Hollenberg (gitaar) maakten deel uit van de groep.

### Naam

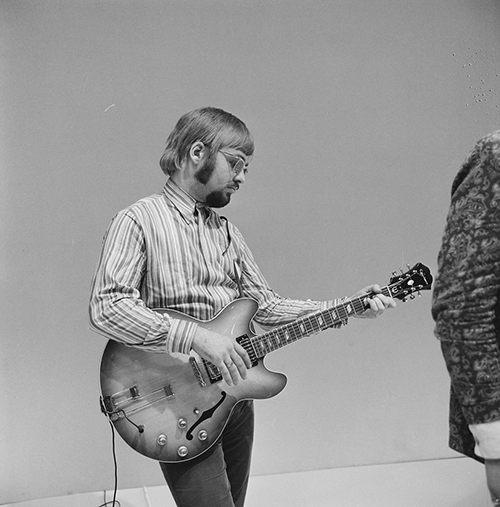
Joop Roelofs

Roelofs bedacht de naam, die vooral modern en kort moest zijn: een letter en een getal. Geïnspireerd door de titels van de Rolling Stones-nummers Susie Q en Route 66 kwam hij met Q65; "65" vanwege het jaar van oprichting, en omdat dat lekkerder klonk dan Q66.

### Repertoire

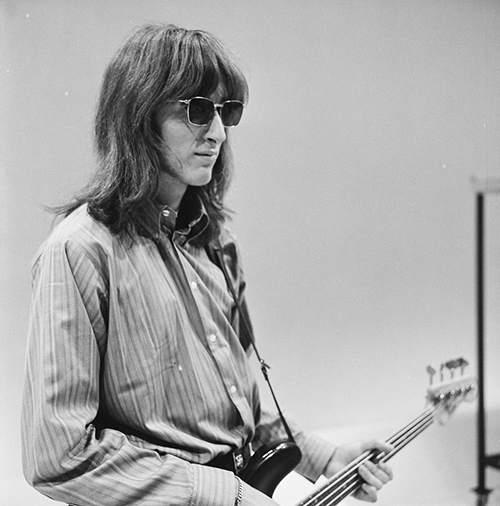
Peter Vink

Hun repertoire bestond vooral uit r&b-nummers, maar ook uit nummers van The Kinks, The Animals en The Rolling Stones. Na een van hun optredens was producer Peter Koelewijn onder de indruk van hun populariteit en nodigde hij hen uit voor een proefopname van You're the Victor.

### Doorbraak

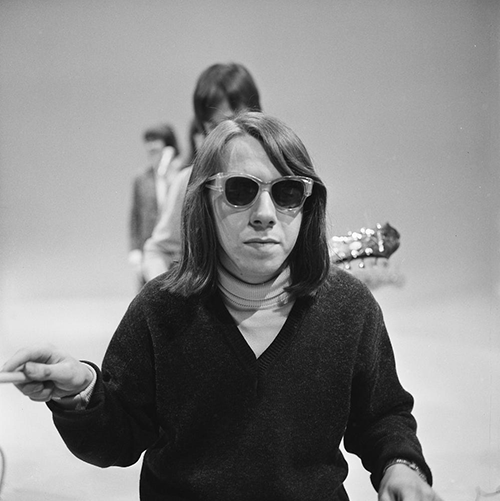
Jay Baar

De Kjoe scoorden hun eerste hit met You're the Victor in maart 1966, het nummer bereikte de elfde plaats en bleef dertien weken in de Top 40.
Voor hun tweede nummer, The Life I Live, liet de platenmaatschappij hen uitgebreid reclame maken. Zo reisden zij per rubberboot naar Londen, waar ze geen werkvergunning kregen en na enkele interviews terugkeerden. De terugreis was eveneens zogenaamd per rubberboot, deze werd echter slechts vanaf enkele kilometers uit de Scheveningse kust gebruikt. 30.000 fans verwelkomden hen.
Deze opvolger reikte tot positie vijf en werd hun grootste hit. Hun r&b-album Revolution, met o.a. het nummer I Got Nightmares, verkocht 35.000 exemplaren. Naast stevige r&b-nummers bevat de plaat ook meer ingetogen muziek zoals het nummer Sour Wine.
Drugsgebruik zorgde in de groep voor onenigheid en de militaire dienstplicht van zanger Wim Bieler maakte een tijdelijk einde aan het bestaan van de groep. In april 1967 kwam World of Birds nog wel in de top 10 van de Top 40.

## Einde

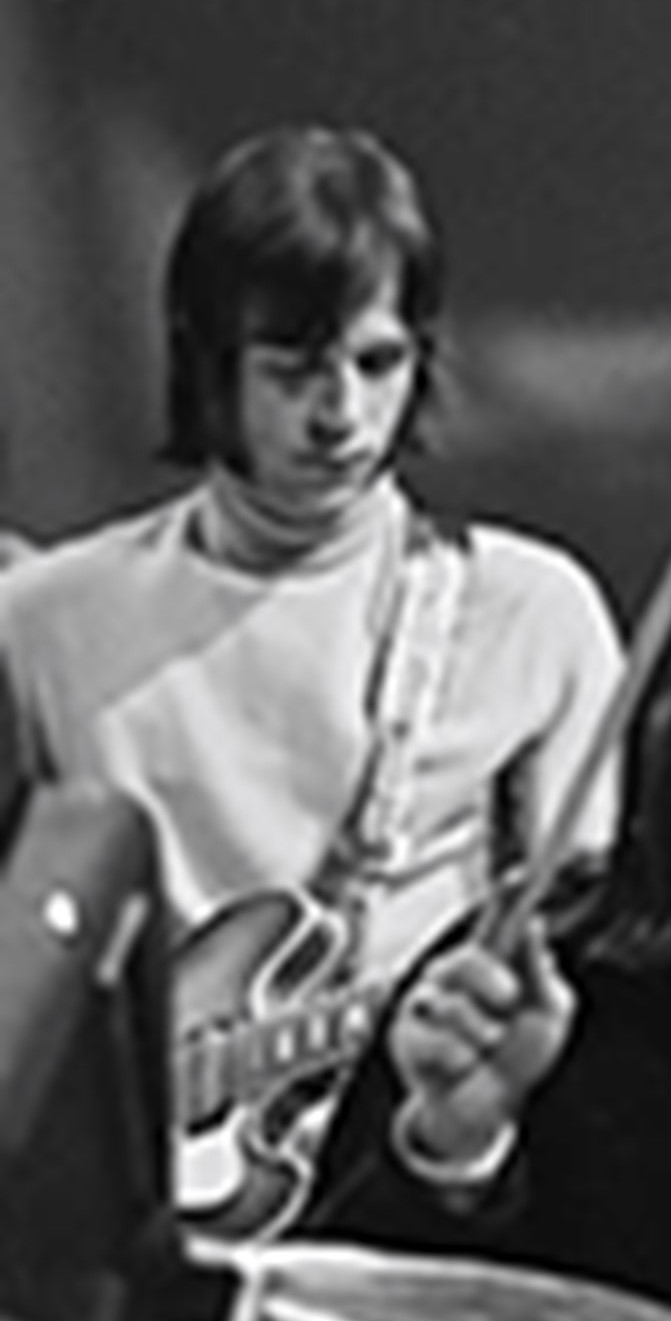
Frank Nuyens

Hun laatste Top 40-hit was in oktober 1970. Met Sexy Legs kwamen ze binnen op 40 waar ze twee weken bleven staan. De albums Afghanistan en We Are Gonna Make It waren in 1970 en '71 de laatste lp's.
Drummer Jay Baar overleed in 1990, zanger Willem Bieler in 2000, en bassist Dick Schulte Nordholt in 2006. Joop Roelofs overleed op 2 oktober 2018. Peter Vink werd de bassist van de progrockgroep Finch. Ook verricht hij regelmatig hand-en-spandiensten voor Arjen Lucassen en diens project Ayreon. Sinds begin 2013 maakt hij deel uit van de progressieve rockband Knight Area.

## Trivia
- Jim Bieler, de zoon van Willem Bieler, heeft in 2006 met zijn band The Drive By Vendettas een cover van de Kjoe-hit You're the Victor opgenomen op het album Ready to Blow?!
- Het nummer The Life I Live werd gebruikt als leader voor de KRO-serie Seinpost Den Haag (2011).
- In april 2018 hebben de lezers van het Nederlandse maandblad Lust for Life het album Revolution van Q65 gekozen tot nummer 6 van de beste albums van de Lage Landen.

## Discografie
- 1966 – You're the Victor / And Your Kind - 7" single Decca - AT 10 189
- 1966 – The Life I Live / Cry in the Night - 7" single Decca - AT 10 210
- 1966 – Revolution - 12" lp Decca - 625 363 QL
- 1966 – I Despise You / Ann - 7" single Decca - AT 10 224
- 1967 – From Above / I Was Young - 7" single Decca - AT 10 248
- 1967 – Kjoe Bloes: Ain't That Loving You Babe ~ Ramblin' On My Mind / Noplace To Go ~ 80% O - 7" ep Decca - BU 70 025
- 1967 – World of Birds / It Came to Me - 7" single Decca - AT 10 263
- 1967 – So High I've Been, So Down I Must Fall / Where Is The Key - 7" single Decca - AT 10 286
- 1968 – Fairytales of Truth / Medusa - 7" single Decca - promo tape
- 1968 – Lut. Bromley's Retire / Krekelnummer - 7" single Decca - promo tape
- 1968 – Ann / Sour Wine - 7" single Decca - AT 10 336
- 1969 – Sundance / World of Birds - 7" single Decca - AT 10 383
- 1969 – Revival - 12" lp Decca - XBY 846 515
- 1970 – Don't Let Me Fall / Crumblin' - 7" single Negram - NG 172
- 1970 – Sexy Legs / There Was a Day - 7" single Negram - NG 196
- 1970 – Sexy Legs / We Are Happy - 7" single Hansa - 14 804 AT
- 1970 – Afghanistan - 12" lp Negram - NELP 075
- 1971 – Love Is Such a Good Thing / Night - 7" single Negram - NG 220
- 1971 – I Just Can't Wait / We're Gonna Make It - 7" single Negram – NG 230
- 1971 – We're Gonna Make It - 12" lp Negram - ELS 914
- 1971 – Fighting Is Easy / Country Girl - 7" single Polydor - 2050 130
- 1971 – Greatest Hits - 12" lp Decca - 6454 409
- 1972 – Hoonana / Troubles - 7" single Polydor - 2050 181
- 1974 – Lady of Love / Fighting Is Easy - 7" single Polydor - 2050 338
- 1988 – Revolution (+6) - cd Decca - 834 483 2
- 1988 – Let's Roll / Are You Home - 7" single Jaws - 551 7
- 1989 – Injection ~ Baby Don't Worry ~ I'm Glad / Please Come Back to Me ~ Sexy Legs - 7" ep I Go Ape - 3301
- 1992 – Afghanistan (Negram Years 1970-1971) - cd Pseudonym - CDP 1002 DD
- 1993 – The Complete Collection 1966-1969 - 2 cd's Mercury - 514 980 2
- 1997 – Revival (+7) - cd Pseudonym - CDP 1048 DD
- 1997 – Trinity - cd Mohican - MH 001
- 1998 – The Life I Live - cd Rotation - 558 511 2
- 2002 – Revolution (+4) - cd Rotation - 018 440 2
- 2002 – Singles A's & B's - 2 cd's Hunter Music - HM 1395 2
- 2004 – I'm Glad - cd EMI - 7243 864342 2
- 2008 – 50 jaar Nederpop - Classic Bands - cd Universal - 178 614 1
- 2008 – The Best of Q65 - Nothing But Trouble 1966-68 - cd Rev-Ola - CRREV 258

### Singles in de Top 40
| Single met eventuele hitnotering(en) in de Nederlandse Top 40 | Datum van verschijnen | Datum van binnenkomst | Hoogste positie | Aantal weken | Opmerkingen |
| ------------------------------------------------------------- | --------------------- | --------------------- | --------------- | ------------ | ----------- |
| You're the Victor                                             | 1966                  | 05-03-1966            | 11              | 13           |             |
| The Life I Live                                               | 1966                  | 11-06-1966            | 5               | 14           |             |
| I Despise You / Ann                                           | 1966                  | 29-10-1966            | 19              | 7            |             |
| From Above                                                    | 1967                  | 28-01-1967            | 13              | 7            |             |
| World of Birds                                                | 1967                  | 22-04-1967            | 8               | 9            |             |
| Where Is the Key                                              | 1967                  | 11-11-1967            | tip             | -            |             |
| Sexy Legs                                                     | 1970                  | 03-10-1970            | 40              | 2            |             |
| Hoo Na Na                                                     | 1972                  | 27-05-1972            | tip15           | -            | als "Kjoe"  |

### NPO Radio 2 Top 2000
| Nummers met noteringen in de NPO Radio 2 Top 2000 | '99  | '00 | '01 | '02  | '03  | '04 | '05  | '06 | '07 | '08  | '09 | '10 | '11 | '12  | '13  | '14  | '15  | '16  | '17  | '18  | '19  | '20  | '21  | '22  | '23  |
| ------------------------------------------------- | ---- | --- | --- | ---- | ---- | --- | ---- | --- | --- | ---- | --- | --- | --- | ---- | ---- | ---- | ---- | ---- | ---- | ---- | ---- | ---- | ---- | ---- | ---- |
| Ann                                               | -    | -   | -   | -    | -    | -   | 1200 | 771 | 914 | 1305 | 854 | 902 | 977 | 1316 | 1476 | 1645 | 1801 | 1983 | -    | -    | -    | -    | -    | -    | -    |
| The Life I Live                                   | 675  | 429 | 460 | 590  | 372  | 536 | 633  | 532 | 804 | 571  | 488 | 679 | 568 | 784  | 967  | 824  | 1034 | 1124 | 1172 | 1332 | 1462 | 1692 | 1693 | 1938 | 1913 |
| World of Birds                                    | 1678 | -   | -   | 1437 | 1471 | -   | 1866 | -   | -   | -    | -   | -   | -   | -    | -    | -    | -    | -    | -    | -    | -    | -    | -    | -    | -    |

1. ↑  Een '-' betekent dat het nummer niet was genoteerd en een vetgedrukt getal geeft de hoogste notering van een nummer aan.
2. ↑  Deze tabel is bijgewerkt tot en met de laatste editie (2024).